# Præstø Sogn
Præstø Sogn er et sogn i Stege-Vordingborg Provsti (Roskilde Stift).
I 1800-tallet var Skibinge Sogn anneks til Præstø Sogn, som lå i Præstø Købstad. Skibinge Sogn og Præstø Sogns landdistrikt var  sognekommuner under Bårse Herred i Præstø Amt. Ved kommunalreformen i 1970 blev de to sognekommuner indlemmet i Præstø Kommune, som Præstø Købstad var kernen i. Den indgik ved strukturreformen i 2007 i Vordingborg Kommune.
I Præstø Sogn ligger Præstø Kirke.
I sognet findes følgende autoriserede stednavne:
- Even (vandareal)
- Hollænderskov (areal)
- Ny Esbjerg (bebyggelse)
- Nysø (bebyggelse, ejerlav, landbrugsejendom)
- Præstø (købstad)
- Præstø Overdrev (bebyggelse, ejerlav)
- Rødeled (bebyggelse)